# Janira denticulata
Janira denticulata is een pissebed uit de familie Janiridae. De wetenschappelijke naam van de soort is voor het eerst geldig gepubliceerd in 1891 door Gourret.